# جايسون فيغا
جايسون فيغا (بالإنجليزية: Jason Vega)‏ هو لاعب كرة القدم الكندية أمريكي، ولد في 30 مايو 1987 في بروكتون في الولايات المتحدة.